# Пљос
Пљос (рус. Плёс) град је у Русији у Ивановској области.

## Становништво
| 1939. | 1959. | 1970. | 1979. | 1989. | 2002. | 2010. |
| ----- | ----- | ----- | ----- | ----- | ----- | ----- |
| 3.600 | 4.027 | 4.663 | 4.147 | 4.053 | 2.790 | 2.341 |

## Познати људи
- Виктор Скумин — руски писац, филозоф, научник и психијатар.